# Bias musicus
El bias músico (Bias musicus) es una especie de ave paseriforme de la familia Platysteiridae que habita en África. A menudo es ubicada en la familia Platysteiridae. Es la única especie del género Bias.

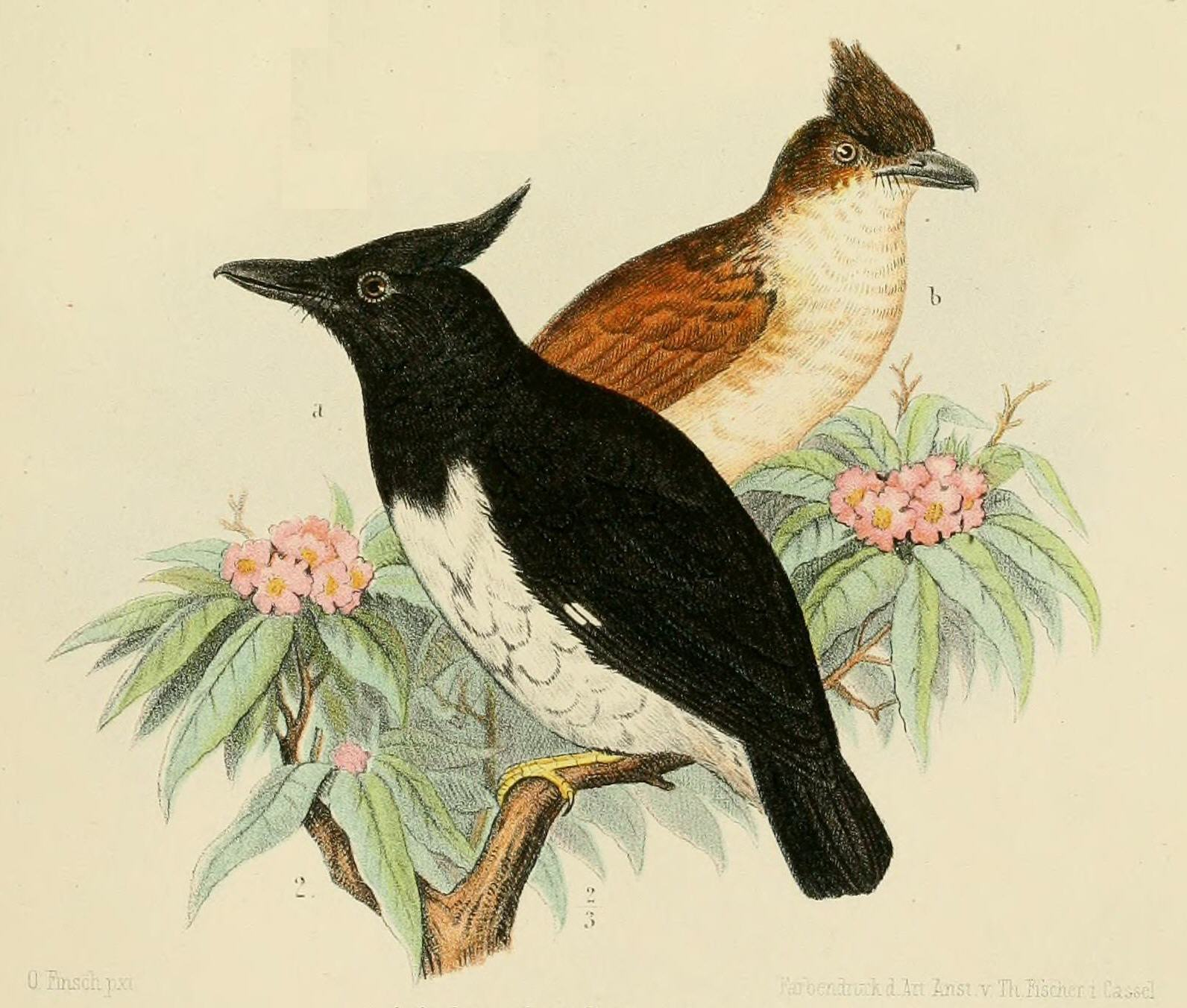
Ilustración por Otto Finsch.

## Distribución y hábitat
Se lo encuentra en Angola, Benín, Camerún, República Centroafricana, República del Congo, República Democrática del Congo, Costa de Marfil, Guinea Ecuatorial, Gabón, Gambia, Ghana, Guinea, Guinea-Bissau, Kenia, Liberia, Malawi, Mozambique, Nigeria, Sierra Leona, Sudán del Sur, Tanzania, Togo, Uganda, y Zimbabue.
Sus hábitats naturales son los bosques secos subtropicales o tropicales, bosques bajos húmedos subtropicales o tropicales, y los bosques montanos húmedos subtropicales o tropicales.